# Janine Turner
Janine Turner, született Janine Loraine Gauntt (Lincoln, 1962. december 6. –) amerikai színésznő, írónő.
A Miért éppen Alaszka? című drámasorozatban Maggie O'Connellt alakította, a szereppel egy Primetime Emmy- és három Golden Globe-díjra jelölték. Feltűnt a Mrs. Klinika és a Friday Night Lights – Tiszta szívvel foci epizódjaiban is.
Ismertebb filmjei közé tartozik a Cliffhanger – Függő játszma (1993) és a Gyilkos ösztön (2015).

## Filmográfia

### Film
| Év   | Magyar cím                             | Eredeti cím                                           | Szerep                | Magyar hang   |
| ---- | -------------------------------------- | ----------------------------------------------------- | --------------------- | ------------- |
| 1982 | Szerelmes doktorok                     | Young Doctors in Love                                 | Soap Cameos           |               |
| 1986 |                                        | Knights of the City                                   | Brooke                |               |
| 1986 | Tai Pan                                | Tai-Pan                                               | Shevaun Tillman       | Tóth Enikő    |
| 1988 | Majomszeretet – Egy félelmetes kutatás | Monkey Shines                                         | Linda Aikman          |               |
| 1989 | Acélmagnóliák                          | Steel Magnolias                                       | Nancy-Beth Marmillion |               |
| 1990 | Szirénázó halál                        | The Ambulance                                         | Cheryl Turner         | Csere Ágnes   |
| 1993 | Cliffhanger – Függő játszma            | Cliffhanger                                           | Jessie Deighan        | Radó Denise   |
| 1997 | Pancserek a pácban                     | The Curse of Inferno                                  | Layla Moanes          |               |
| 1997 | Bízd csak az öcskösre!                 | Leave It to Beaver                                    | June Cleaver          |               |
| 2000 | Dr. T és a nők                         | Dr. T & the Women                                     | Dorothy Chambliss     |               |
| 2004 | Megbánás nélkül                        | No Regrets                                            | Cheryl                |               |
| 2004 |                                        | Birdie & Bogey                                        | Amy                   |               |
| 2004 |                                        | Trip in a Summer Dress (rövidfilm)                    | Mama                  |               |
| 2006 | Csodakutyák 2. – Az ebdoktorok         | Miracle Dogs Too                                      | Paula Wells           | Vándor Éva    |
| 2006 |                                        | The Night of the White Pants                          | Barbara Hagan         |               |
| 2009 |                                        | Maggie's Passage                                      | Jenny Sirron          |               |
| 2015 | Gyilkos ösztön                         | Solace                                                | Elizabeth Clancy      | Málnai Zsuzsa |
| 2016 |                                        | Occupy, Texas                                         | Mrs. Thomas           |               |
| 2018 |                                        | Gosnell: The Trial of America's Biggest Serial Killer | Dr. North             |               |
| 2023 | Törvénytelen elsőszülött               | Birthright Outlaw                                     | Bonnie Beauchamp      |               |

### Televízió
| Év        | Magyar cím                                | Eredeti cím                        | Szerep              | Megjegyzések                               |
| --------- | ----------------------------------------- | ---------------------------------- | ------------------- | ------------------------------------------ |
| 1980–1981 | Dallas                                    | Dallas                             | Susan               | 3 epizód                                   |
| 1981      |                                           | Behind the Screen                  | Janie-Claire Willow | 1 epizód                                   |
| 1981      |                                           | Mr. Merlin                         | Sheila              | 1 epizód                                   |
| 1982      | Szerelemhajó                              | The Love Boat                      | Betsy Dunvar        | 1 epizód                                   |
| 1982–1983 |                                           | General Hospital                   | Laura Templeton     | 42 epizód                                  |
| 1983      |                                           | The Paper Chase                    | Sondra              | 1 epizód                                   |
| 1983      |                                           | Happy Days                         | Debbie              | 1 epizód                                   |
| 1983      |                                           | Boone                              | Maggie              | 1 epizód                                   |
| 1984      |                                           | The Master                         | Gina / Teri         | 1 epizód                                   |
| 1984      |                                           | Santa Barbara                      | hollywoodi nő       | 1 epizód                                   |
| 1984      |                                           | Mike Hammer                        | Christine           | 1 epizód                                   |
| 1985      | A szupercsapat                            | The A-Team                         | Theresa Gianni      | 1 epizód                                   |
| 1985      | Knight Rider                              | Knight Rider                       | Karen Forester      | - 1 epizód - magyar hangja: - Vennes Emmy  |
| 1986–1987 |                                           | Another World                      | Patricia Kirkland   | 2 epizód                                   |
| 1989      | Quantum Leap – Az időutazó                | Quantum Leap                       | Michelle            | 1 epizód                                   |
| 1990–1995 | Miért éppen Alaszka?                      | Northern Exposure                  | Maggie O'Connell    | - 110 epizód - magyar hangja: - Balázs Ági |
| 1997      | Elrabolt szív (Sápadt arcok)              | Stolen Women: Captured Hearts      | Anna Brewster       | tévéfilm                                   |
| 1998      | A hazugság ördögi köre                    | Circle of Deceit                   | Terry Silva         | tévéfilm                                   |
| 1998      |                                           | Beauty                             | Alix Miller         | tévéfilm                                   |
| 1999      | Végzetes tévedés                          | Fatal Error                        | Dr. Samantha Craig  | tévéfilm                                   |
| 1999      | Titkos ügy                                | A Secret Affair                    | Vanessa Stewart     | - tévéfilm - magyar hangja: - Götz Anna    |
| 2000–2002 | Mrs. Klinika                              | Strong Medicine                    | Dr. Dana Stowe      | 50 epizód                                  |
| 2005      | Walker, a texasi kopó: Újra akcióban      | Walker Texas Ranger: Trial by Fire | Kay Austin ranger   | tévéfilm                                   |
| 2007      | Kétségek közt                             | Primal Doubt                       | Jean Harper         | tévéfilm                                   |
| 2008      | Esküdt ellenségek: Különleges ügyosztály  | Law & Order: Special Victims Unit  | Victoria Grall      | 1 epizód                                   |
| 2008–2009 | Friday Night Lights – Tiszta szívvel foci | Friday Night Lights                | Katie McCoy         | 12 epizód                                  |
| 2019      |                                           | Patsy & Loretta                    | Hilda Hensley       | tévéfilm                                   |
| 2021      | Egy új kezdet                             | Taking the Reins                   | Bonnie              | tévéfilm                                   |

## Fontosabb díjak és jelölések

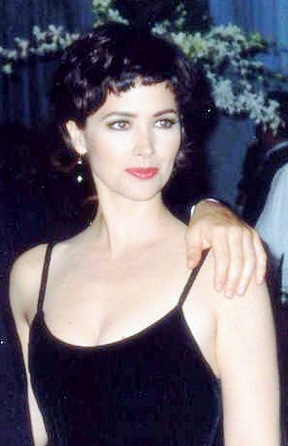
Az 1993-as Emmy-díjátadón

| Jelölt mű                   | Díj                     | Kategória                                           | Év   | Eredmény | Ref.  |
| --------------------------- | ----------------------- | --------------------------------------------------- | ---- | -------- | ----- |
| General Hospital            | Young Artist Award      | Legjobb fiatal színésznő (nappali televíziós műsor) | 1983 | Elnyerte |       |
| Miért éppen Alaszka?        | Golden Globe-díj        | legjobb női főszereplő (drámasorozat)               | 1992 | Jelölve  | [ 3 ] |
| Miért éppen Alaszka?        | Golden Globe-díj        | legjobb női főszereplő (drámasorozat)               | 1993 | Jelölve  | [ 3 ] |
| Miért éppen Alaszka?        | Golden Globe-díj        | legjobb női főszereplő (drámasorozat)               | 1994 | Jelölve  | [ 3 ] |
| Miért éppen Alaszka?        | Primetime Emmy-díj      | legjobb női főszereplő (drámasorozat)               | 1993 | Jelölve  | [ 4 ] |
| Miért éppen Alaszka?        | Screen Actors Guild-díj | legjobb szereplőgárda (vígjátéksorozat)             | 1995 | Jelölve  |       |
| Cliffhanger – Függő játszma | Arany Málna díj         | legrosszabb női mellékszereplő                      | 1994 | Jelölve  |       |

## Fordítás
- Ez a szócikk részben vagy egészben  a   Janine Turner című angol Wikipédia-szócikk ezen változatának fordításán alapul.  Az eredeti cikk szerkesztőit annak laptörténete sorolja fel. Ez a jelzés csupán a megfogalmazás eredetét és a szerzői jogokat jelzi, nem szolgál a cikkben szereplő információk forrásmegjelöléseként.